# Driftwood (Pennsilvània)
Driftwood és una població dels Estats Units a l'estat de Pennsilvània. Segons el cens del 2000 tenia 103 habitants.

## Demografia
Segons el cens del 2000, Driftwood tenia 103 habitants, 49 habitatges, i 27 famílies. La densitat de població era de 22,2 habitants per quilòmetre quadrat.
Dels 49 habitatges en un 18,4% hi vivien nens de menys de 18 anys, en un 49% hi vivien parelles casades, en un 6,1% dones solteres, i en un 42,9% no eren unitats familiars. En el 36,7% dels habitatges hi vivien persones soles el 16,3% de les quals corresponia a persones de 65 anys o més que vivien soles. El nombre mitjà de persones vivint en cada habitatge era de 2,1 i el nombre mitjà de persones que vivien en cada família era de 2,82.
Per edats la població es repartia de la següent manera: un 19,4% tenia menys de 18 anys, un 5,8% entre 18 i 24, un 26,2% entre 25 i 44, un 29,1% de 45 a 60 i un 19,4% 65 anys o més.
L'edat mediana era de 44 anys. Per cada 100 dones de 18 o més anys hi havia 88,6 homes.
La renda mediana per habitatge era de 21.458 $ i la renda mediana per família de 44.167 $. Els homes tenien una renda mediana de 32.250 $ mentre que les dones 28.333 $. La renda per capita de la població era de 16.708 $. Cap de les famílies i el 8,9% de la població estaven per davall del llindar de pobresa.

## Poblacions més properes
El següent diagrama mostra les poblacions més properes.